# Джордж, Кестон
Кестон Джордж (29 января 1993, Порт-оф-Спейн, Тринидад и Тобаго) — тринидадский футболист, защитник.

## Карьера
Начинал свою карьеру на родину. В 2019 году защитник попробовал свои силы зарубежом: вместе со своим одноклубником Йохансом Маршаллом он подписал контракт с исландским клубом низшей лиги — «Коурдренгир» из Рейкьявика. После окончания сезона оба тринидадца вернулись домой.
21 января 2022 года Кестон Джордж дебютировал за сборную Тринидада и Тобаго в товарищеском матче против Боливии (0:5): в нем он на 89-й минуте вышел на замену вместо Элвина Джонса.

## Достижения
- Чемпион Тринидада и Тобаго (2): 2016/2017, 2017.